# 무빙 픽처 월드
무빙 픽처 월드(The Moving Picture World)는 미국 영화 산업 초기에 영향력 있던 영화 잡지로, 1907년부터 1927년까지 발행되었다.